# Evangelische Pfarrkirche Langenlonsheim

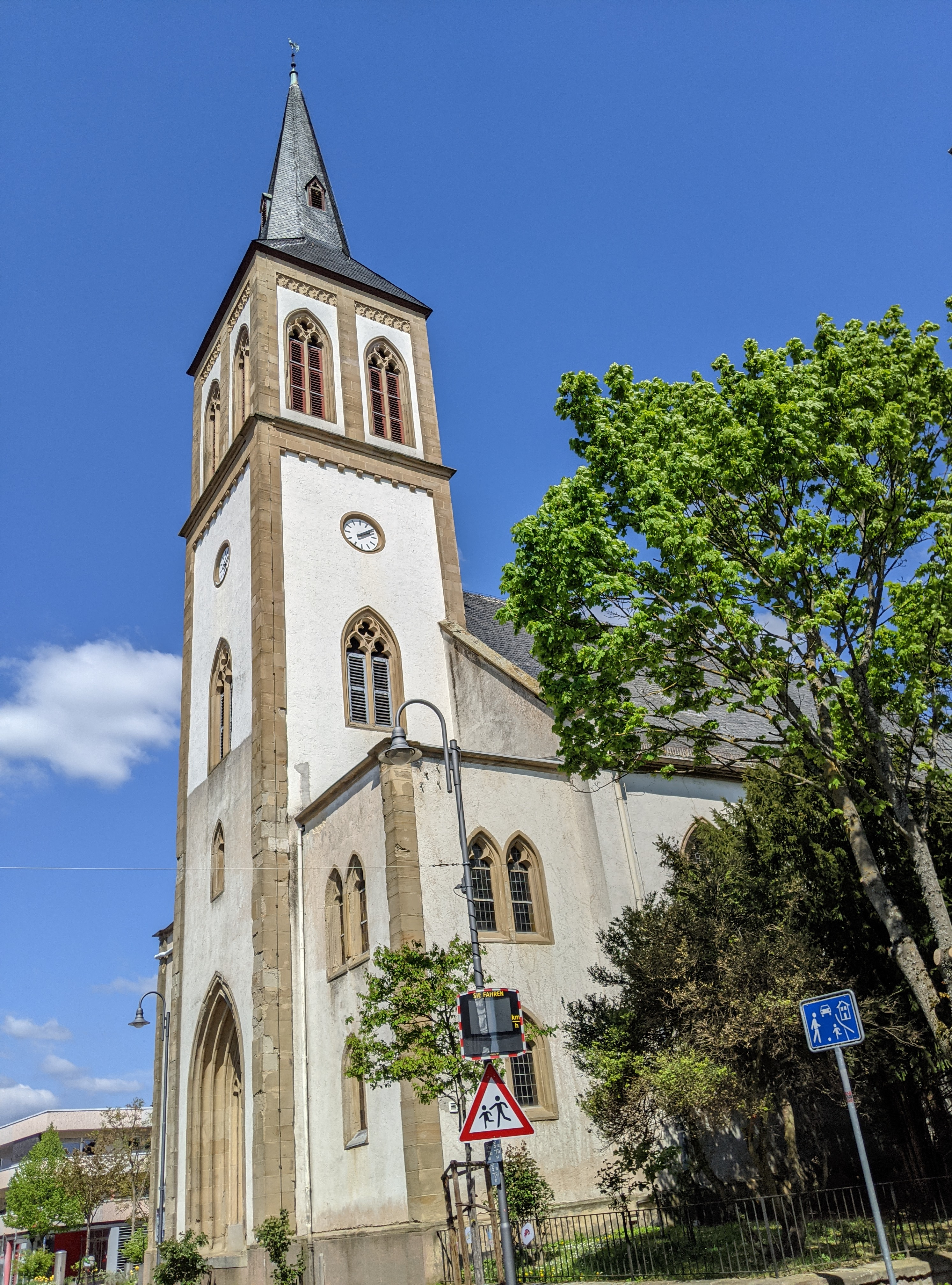
Evangelische Kirche Langenlonsheim

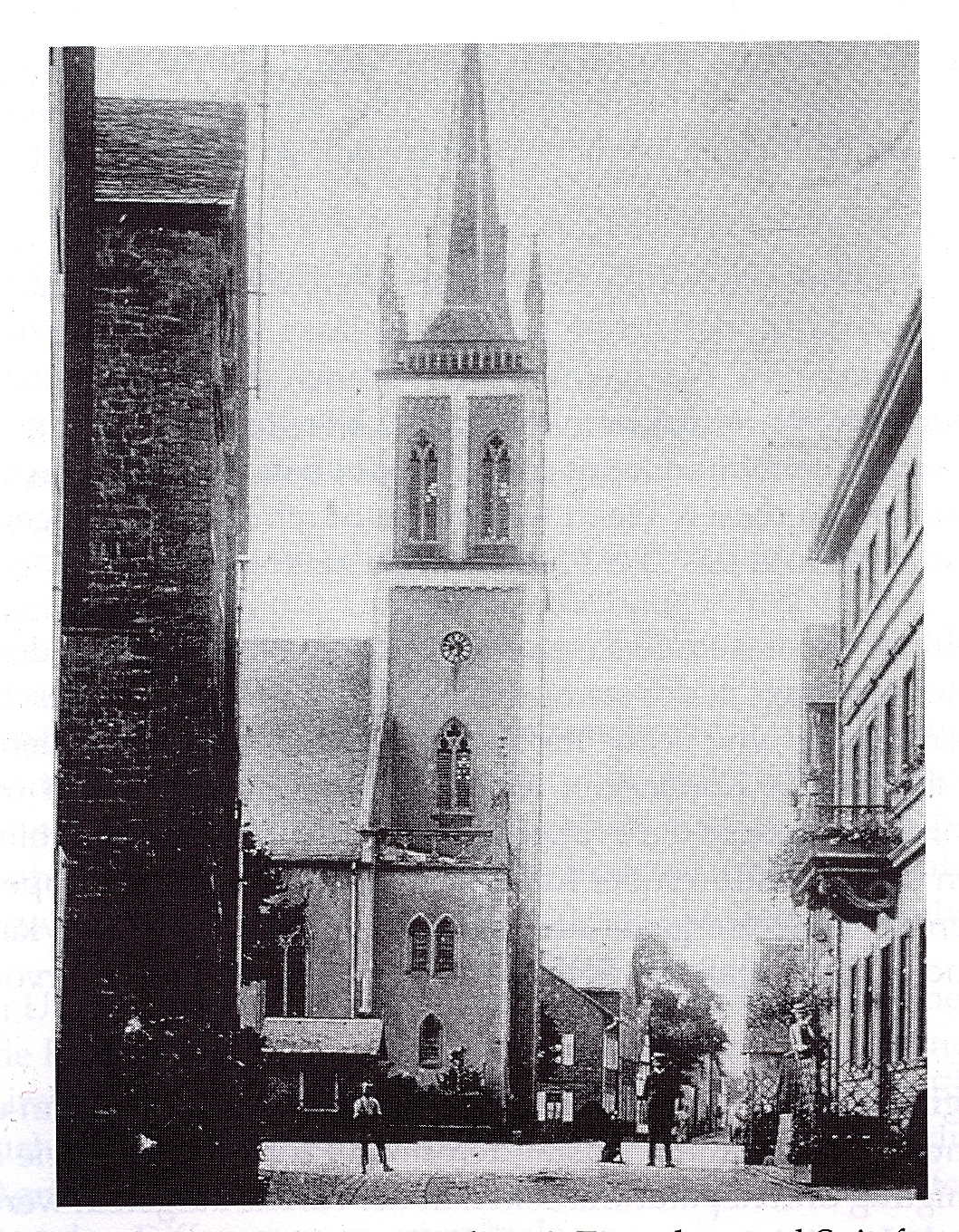
Evangelische Kirche um 1868

Die evangelische Pfarrkirche in Langenlonsheim befindet sich an der Naheweinstraße 96. Die Kirchengemeinde gehört zum Kirchenkreis An Nahe und Glan der Evangelischen Kirche im Rheinland (EKiR).
Der Sakralbau geht auf eine Sankt-Nikolaus-Kirche um 1200 zurück. Sie verfügt über einen spätgotischen Chor aus der Zeit um 1500, die Sakristei stammt aus der Zeit um 1588 ist aber teilweise noch romanisch. 1777 wurde ein spätbarocker Saalbau als Kirchenschiff hinzugefügt. 1867/68 erfolgte eine klassizistisch-neugotische Verlängerung und Umbau des Kirchenschiffs nach Plänen des Wuppertaler Architekten Carl Conradi, Kreisbaumeister aus Bad Kreuznach.

## Beschreibung

### Sankt-Nikolaus-Kirche um 1200
Der Sakralbau geht auf eine Sankt-Nikolaus-Kirche um 1200 zurück. Als Bauherr gelten die Grafen von Loon, die als Burggrafen die höchsten weltlichen Gerichtsherren der Stadt Mainz waren und den Zehnten in Langenlonsheim innehatten. Die Kirche stand auf dem damals höchsten Punkt des damals befestigten Langenlonsheimer Siedlung und war ganz aus Stein erbaut. Sie besaß auch eine Glocke, die die Einwohner nicht nur zum Gottesdienst, sondern auch bei Gefahren und zu den vom Schultheißen angesetzten Zusammenkünften der Gemeinsmänner geläutet wurden. Nach den Bestimmungen des Kirchensweistums wird von einem Glockenturm bei der Langenlonsheimer Sankt-Nikolaus-Kirche ausgegangen.

### Sankt-Johannes-Kirche um 1475
In einer Urkunde von 1475 wird die Kirche als Pfarrkirche Sankt Johannes erwähnt. Im Bayerisch-Pfälzischen-Erbfolgekrieg wurde sie 1504 beschädigt und 1526 wiederaufgebaut. Als 1540 das Dorf abbrannte, brannte auch die Kirche aus. Der Kirchenbau wurde nach dem Brand in den Jahren 1541/1545 provisorisch hergerichtet.

### Neubau als evang. Pfarrkirche  1588
Nach der Reformation wurde die ehemals katholische Kirche den Reformierten zugesprochen. Im Jahre 1588 erfolgte der Neubau, wovon der Chorraum und die Sakristei bis heute erhalten geblieben sind.

### Simultankirche ab 1658

Simultankirche von 1658 bis 1907
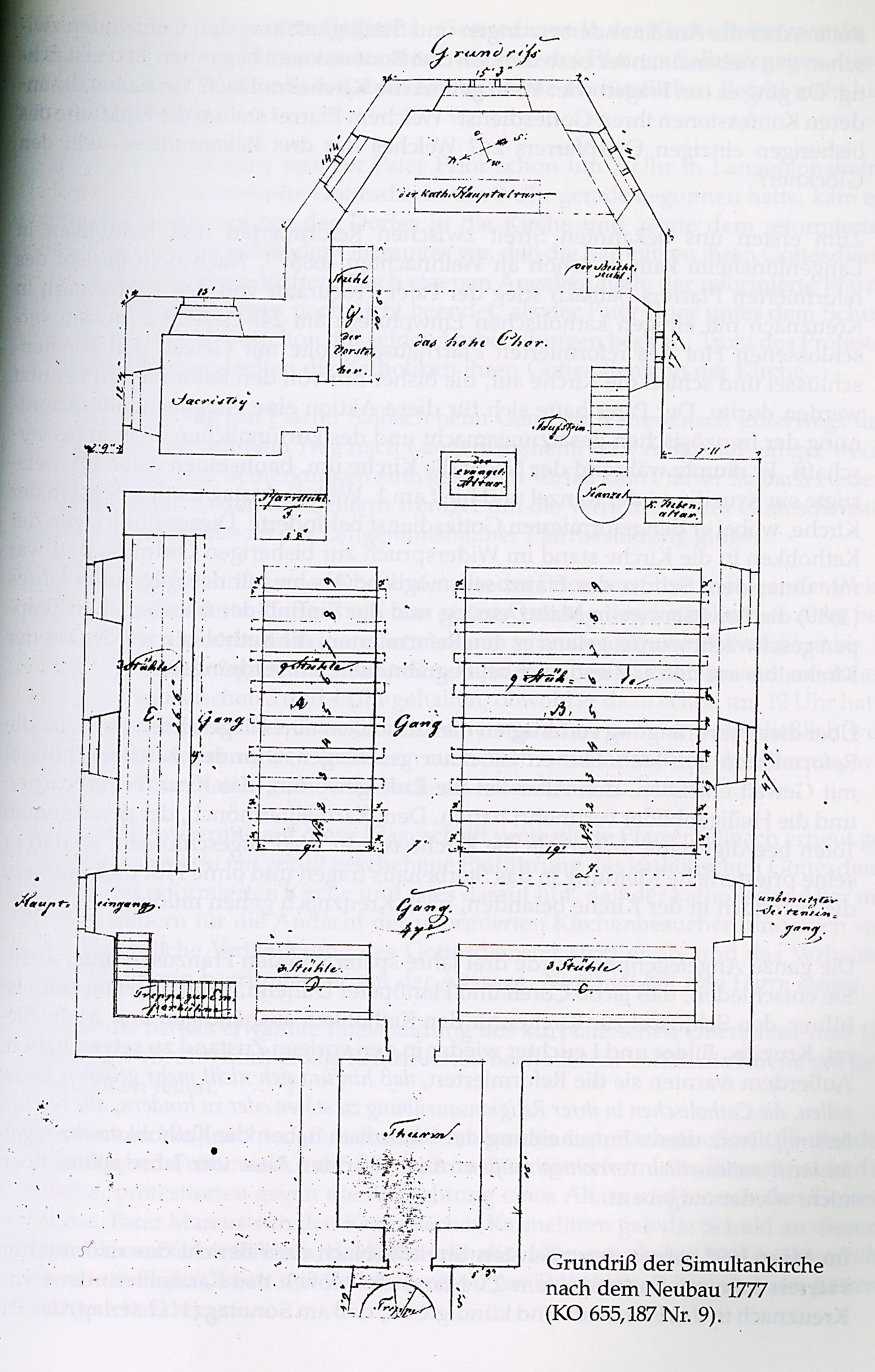
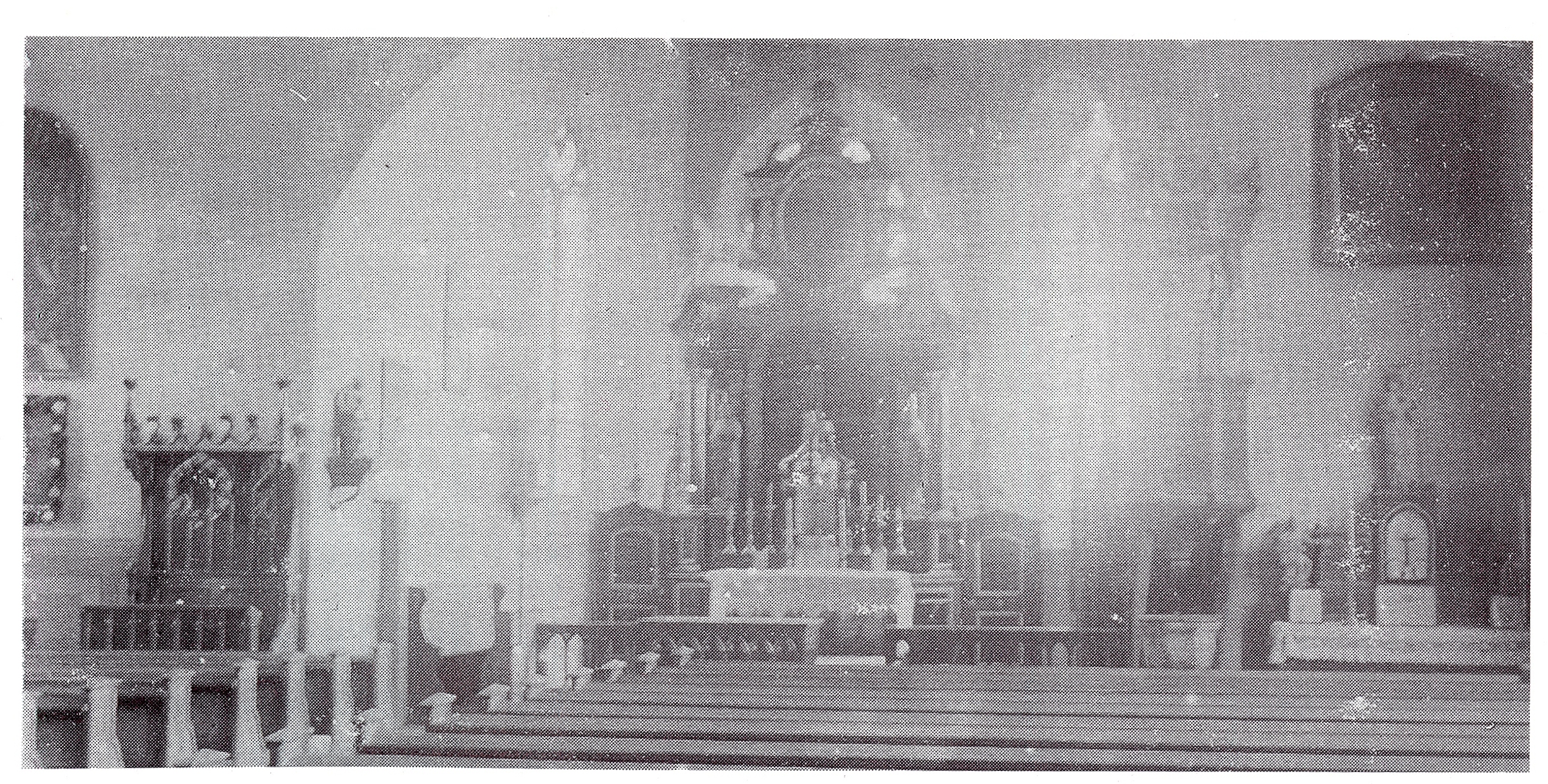

Nach dem Dreißigjährigen Krieg wurde die Gemeinde konfessionell in Evangelische und Katholiken aufgeteilt.
Da aber seit 1658 eine katholische Fürstenlinie in der Kurpfalz regierte, erhielten die Katholiken seit 1685 neben den Reformierten das Recht den Sakralbau zu benutzen. Diese durften ihren Altar im Kirchenchor aufstellen. Außer dem Hochaltar ist auch ein Margharethen- und ein Liebfrauenaltar belegt.
Der reformierte Gottesdienst musste um 10 Uhr beendet sein, damit die Katholiken den Kirchenbau verwenden konnten. Damit war das Simultaneum in der ehemals reformierten Kirchen eingeführt. Der evangel. Kirchengemeinde stand das Kirchenschiff, der katholischen Kirchengemeinde der Chorraum mit dem barocken Hochaltar zur Verfügung. Im Jahre 1777 wurde die Kirche umgebaut, wobei das Kirchenschiff und der Turm erneuert wurden. Das 1777 entstandene Kirchenschiff bestand aus einem saalartigen Raum mit drei Fensterachsen, wobei sich der Haupteingang in der dritten Fensterachse auf der Seite zum Marktplatz hin befand. Fenster und Türen hatten Rundbogenabschlüsse. Auf der Westseite erhob sich ein viereckiger, keilförmiger Kirchturm aus Bruchsteinen. 1868 wurde nach Entwürfen des Bauinspektors Conradi der keilförmige Kirchturm abgebrochen, während das Kirchenschiff aus dem Jahre 1777 um zwei Fensterachsen nach der Hauptstraße hin erweitert wurde. Direkt an der Straße wurde der neue Kirchturm mit Eingang im Stil der Neogotik erbaut. Die Rundbogenabschlüsse der Fenster erhielten neo-gotische Spitzbogenabschlüsse. Der Bau wurde am 15. November 1868 eingeweiht.

### Wieder evang. Pfarrkirche ab 1905
1905 wurde das Simultaneum beendet. Der Bau ging in den Besitz der evangelischen Kirchengemeinde über, dafür musste sie der katholischen Kirchengemeinde 24 000 Mark zum Bau der katholischen Pfarrkirche Langenlonsheim bezahlen. Fälligkeitstermin der Summe war der 23. September 1906, womit auch der Auszug der Katholiken aus dem Kirchenbau verpflichtend war.